# Кошевичи (Петриковский район)
Кошевичи (бел. Кашэвічы) — агрогородок в Лучицком сельсовете Петриковского района Гомельской области Белоруссии.

## География

### Расположение
В 62 км на северо-восток от Петрикова, 45 км от железнодорожной станции Птичь (на линии Лунинец — Калинковичи), 208 км от Гомеля.

## Транспортная сеть
Транспортные связи по просёлочной, затем автомобильной дороге Комаровичи — Копаткевичи. Планировка состоит из прямолинейной меридиональной улицы, пересекаемой короткой улицей на юге, к которой с запада присоединяются 2 прямолинейные улицы. Застройка двусторонняя, деревянная, усадебного типа. В 1987 году построены кирпичные дома на 50 квартир, в которых разместились переселенцы из загрязнённых радиацией мест после катастрофы на Чернобыльской АЭС.

## История

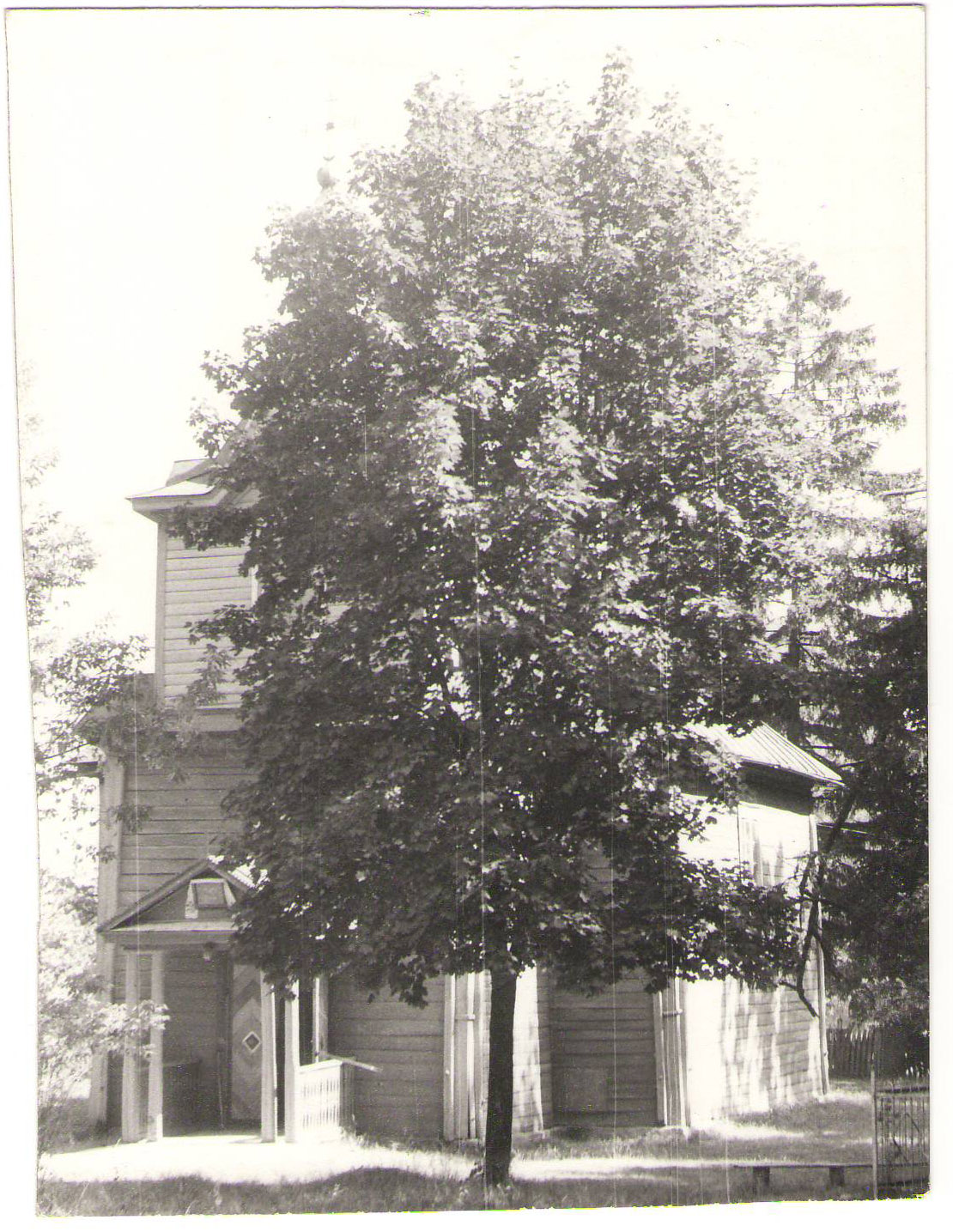
Свято-Успенская церковь

По письменным источникам известна с XVI века. В 1515 году князь Ярославич подарил деревню В. Фурсанову. В Литовской метрике под 1561 год упоминается поместье Косевичское (Кашевичское). К XVI веку относится основание и соседней деревни Евсеевичи. В 1642 году на земельном участке между этими деревнями построена деревянная Успенская церковь. В 1868 году к её срубу пристроена колокольня. Деревня находилась во владении иезуитов, казны, с 1777 года виленского епископа И. Масальского.
После 2-го раздела Речи Посполитой (1793 год) в составе Российской империи. По ревизским материалам 1816 года владение Ф. Еленского. Обозначена на карте 1866 года, которая использовалась Западной мелиоративной экспедицией, работавшей в этих местах в 1890-е годы. В 1908 году открыта школа, которая размещалась в наёмном крестьянском доме.
С 20 августа 1924 года до 16 июля 1954 года центр Кошевичского сельсовета Копаткевичского, с 8 июля 1931 года Петриковского, с 12 февраля 1935 года Копаткевичского района Мозырского (до 26 июля 1930 года и с 21 июня 1935 года по 20 февраля 1938 года) округа, с 20 февраля 1938 года Полесской, с 8 января 1954 года Гомельской областей.
В 1931 году организован колхоз. Во время Великой Отечественной войны в конце июля 1941 года немецкий передовой отряд № 45 под руководством Гельмута фон Паннвица сжег деревню, погибло 37 жителей. В боях около деревни погибли 52 советских солдата и партизаны (похоронены в братской могиле в центре деревни). 78 жителей погибли на фронте. В 1974 году присоединена соседняя деревня Евсеевичи. Центр колхоза «Новый путь». Действуют овоще-сушильный комбинат, средняя школа, клуб, библиотека, фельдшерско-акушерский пункт, 3 магазина, отделение связи.

## Население

### Численность
- 2004 год — 197 хозяйств, 472 жителя.

### Динамика
- 1795 год — 40 дворов.
- 1816 год — 153 жителя.
- 1897 год — 66 дворов, 408 жителей (согласно переписи).
- 1908 год — 90 дворов, 579 жителей.
- 1921 год — 138 дворов, 713 жителей.
- 1959 год — 557 жителей (согласно переписи).
- 2004 год — 197 хозяйств, 472 жителя.

## Достопримечательность
- Свято-Успенская церковь (1642 год)
- Братская могила советских воинов и партизан[2]

## Известные уроженцы
- А. С. Федосик — доктор филологических наук, заслуженный деятель науки Беларуси, профессор, лауреат Государственной премии БССР.
- В. П. Романовский — доктор исторических наук.